# Oskar Åsbrink
Oskar Åsbrink (1996) è uno speedcuber svedese.
Attualmente detiene il record del mondo nella risoluzione singola del Rubik's Magic a pari merito con Tang Yiu Chun di Hong Kong.
Nonostante il record mondiale singolo di 0,77 secondi, ottenuto al Swedish Open 2009, non è mai riuscito a realizzare in competizione tempi altrettanto buoni nella media di 5 risoluzioni dello stesso puzzle, ottenendo come risultato migliore 2,32 secondi, che lo piazza al 662º posto nel mondo.

## Record rilevanti

### Singolo
- Magic 0,77, record del mondo

### Media di 5
- Cubo 2×2×2 4,87, record svedese